# Międzynarodowy Konkurs Dyrygentów im. Grzegorza Fitelberga
Międzynarodowy Konkurs Dyrygentów im. Grzegorza Fitelberga − jeden z najważniejszych polskich konkursów wykonawczych. 
Od 1982 roku należy do Światowej Federacji Międzynarodowych Konkursów Muzycznych z siedzibą w Genewie. Inicjatorem i organizatorem pierwszej edycji (1979) w 100. rocznicę urodzin Grzegorza Fitelberga był jego uczeń,  Karol Stryja, prowadził on też następne edycje konkursu, aż do śmierci w 1998 roku.
Konkurs przeznaczony jest dla dyrygentów, którzy w dniu inauguracji imprezy nie przekroczyli 35. roku życia. Jego repertuar obejmuje utwory klasycyzmu wiedeńskiego, romantyzmu i muzyki XX wieku, w tym utwory kompozytorów polskich. MKD odbywa się w Katowicach w cyklu pięcioletnim, natomiast wcześniej odbywał się w cyklu czteroletnim.

## Jubileuszowa edycja
Jubileuszowa X edycja MKD odbyła się w dniach 17–26 listopada 2017 roku. Koncerty laureatów zostały zaplanowane na 25 i 26 listopada w Katowicach oraz 27 listopada w Warszawie. Funkcję dyrektora artystycznego tej edycji MKD pełnił Mirosław Jacek Błaszczyk. Jurorami byli: Mirosław Jacek Błaszczyk (Polska), Tomasz Bugaj (Polska), Mykoła Diadiura (Ukraina), Juozas Domarkas (Litwa), Piotr Gajewski (USA), Eugeniusz Knapik (Polska), Charles Olivieri-Munroe (Kanada), Jorma Panula (Finlandia), Marek Pijarowski (Polska), Ken Takaseki (Japonia), Michael Zilm (Niemcy).

## Laureaci

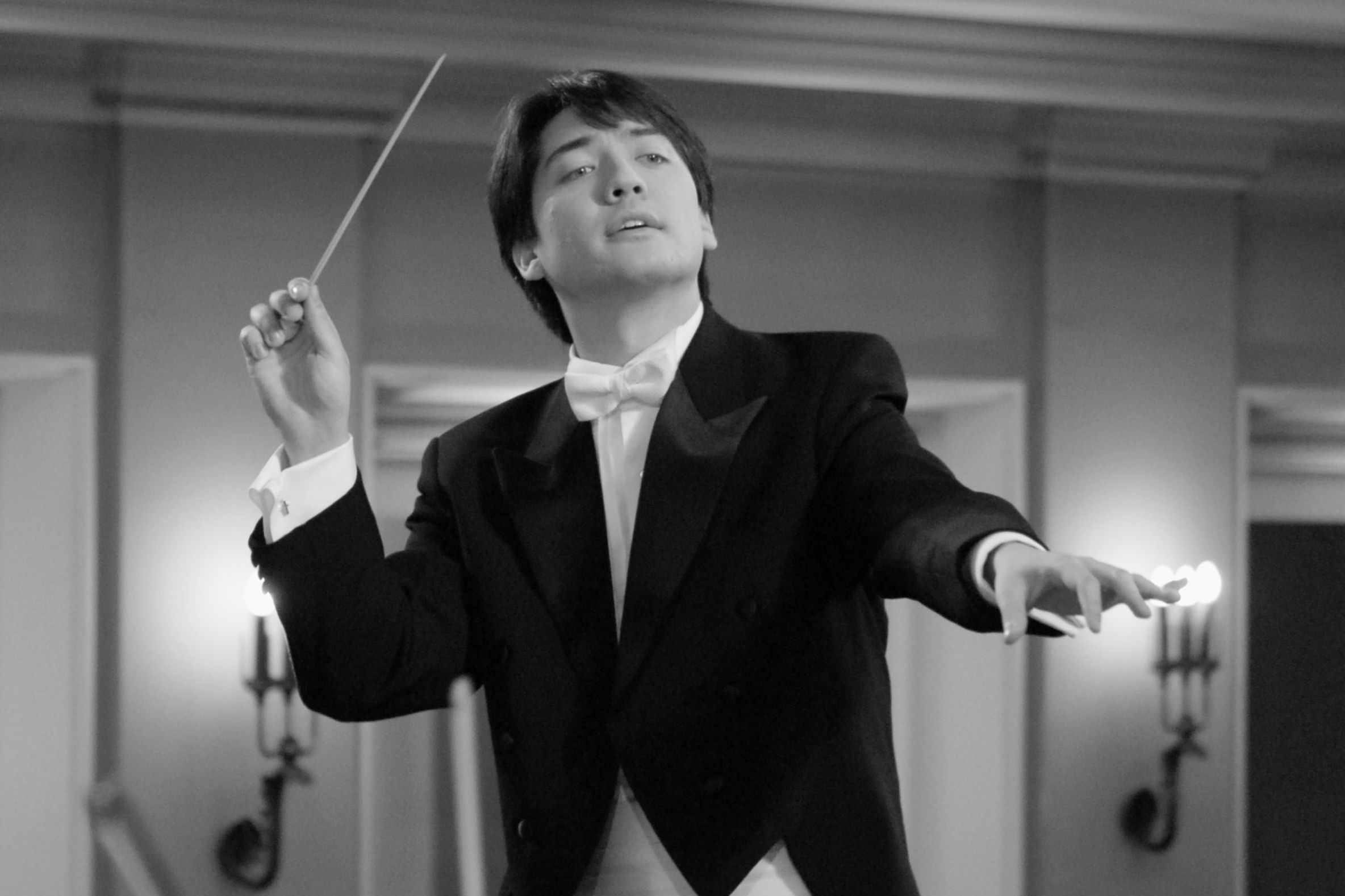
Eugene Tzigane, zwycięzca VIII edycji konkursu

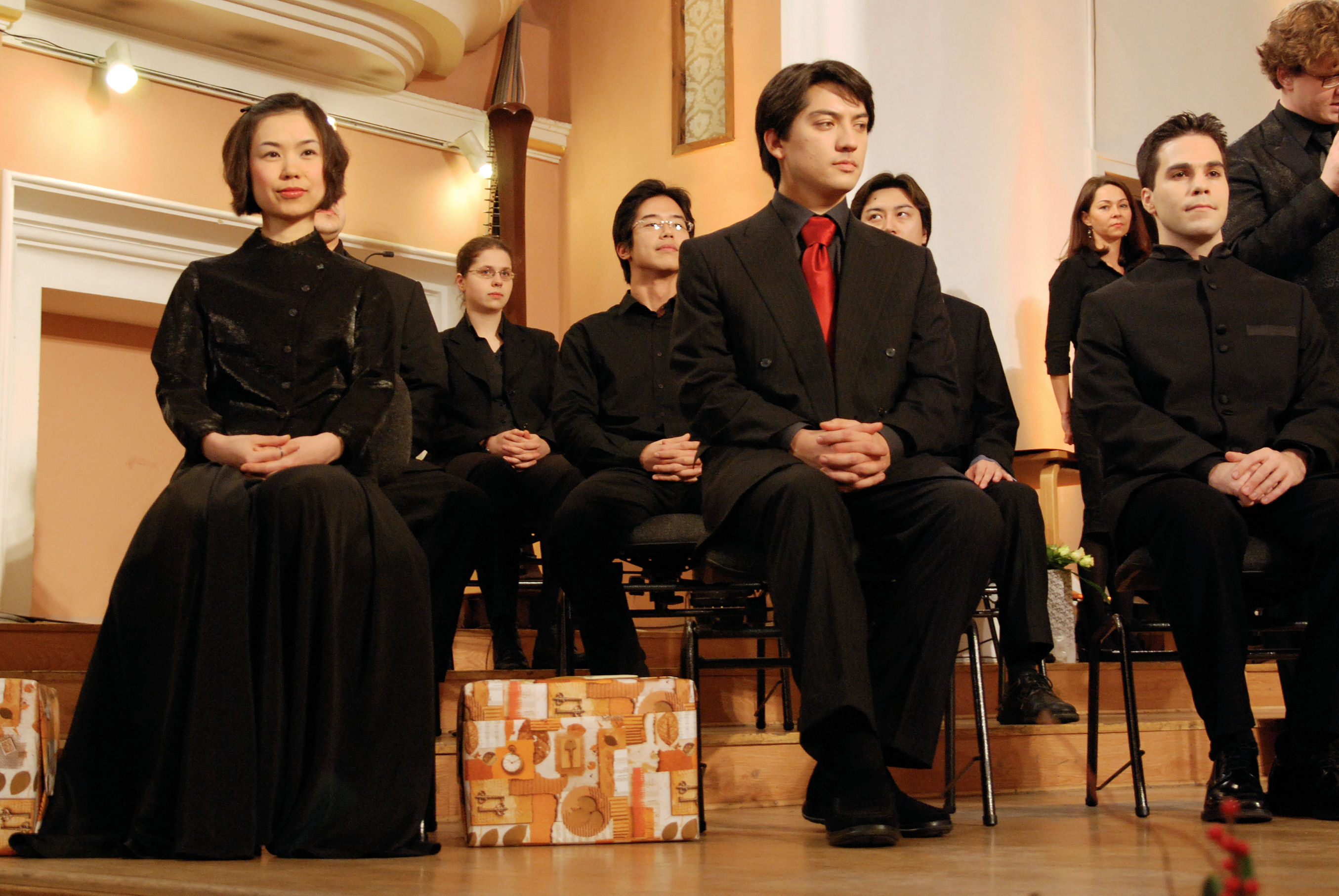
Laureaci VIII edycji konkursu

| Edycja      | Data | Zwycięzca                                                      | II miejsce                                                                  | III miejsce                                                              |
| ----------- | ---- | -------------------------------------------------------------- | --------------------------------------------------------------------------- | ------------------------------------------------------------------------ |
| I edycja    | 1979 | Claus Peter Flor NRD                                           | Uri Mayer Kanada                                                            | Tadeusz Marian Wojciechowski Polska                                      |
| II edycja   | 1983 | Chikara Imamura Japonia                                        | Anton Zapf Niemcy                                                           | Andreas Weiss Niemcy                                                     |
| III edycja  | 1987 | Michael Zilm Niemcy                                            | Patrick Fournillier Francja                                                 | Robert Ziegler Stany Zjednoczone                                         |
| IV edycja   | 1991 | Makoto Suehiro Japonia                                         | ex aequo: Shinik Hahm Stany Zjednoczone / Korea Południowa i Jin Wang Chiny | Christoph Campestrini Austria                                            |
| V edycja    | 1995 | Wiktorija Żadko Ukraina                                        | Hidehiro Shindori Japonia                                                   | Achim Fiedler Niemcy                                                     |
| VI edycja   | 1999 | Massimiliano Caldi Włochy                                      | Tomáš Hanus Czechy                                                          | ex aequo Stephen Ellery Wielka Brytania i Charles Olivieri-Munroe Kanada |
| VII edycja  | 2003 | ex aequo: Aleksandar Marković Serbia i Modestas Pitrėnas Litwa | nie przyznano                                                               | Marko Ivanović Czechy                                                    |
| VIII edycja | 2007 | Eugene Tzigane Stany Zjednoczone                               | Chen Lin Chiny                                                              | Sean Newhouse Stany Zjednoczone                                          |
| IX edycja   | 2012 | Daniel Smith Australia                                         | Marzena Diakun Polska                                                       | Azis Sadikovic Austria                                                   |
| X edycja    | 2017 | Yang Su-han Tajwan                                             | Bar Avni Izrael                                                             | Modestas Barkauskas Litwa                                                |
| XI edycja   | 2023 | Yin Jongjie Chiny                                              | Sergey Simakov Niemcy                                                       | Mikhail Mering Izrael                                                    |